# DARS (gen)

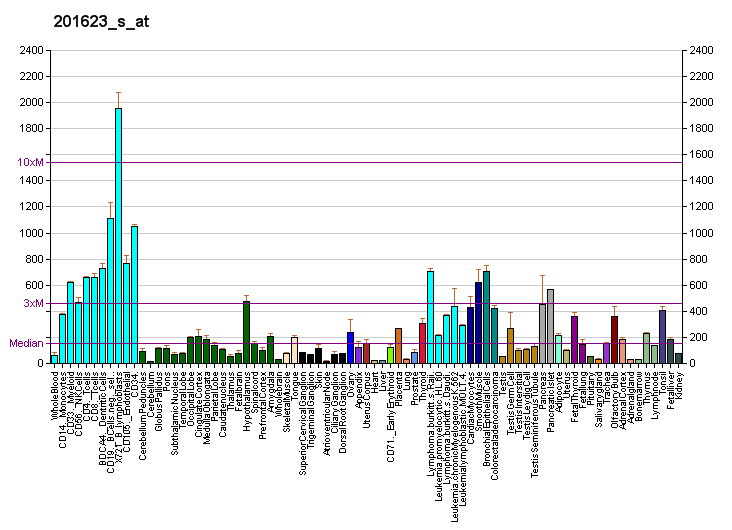
Patrón de expresión genética del gen DARS, véase Su, Wiltshire, Batalov et al.

La aspartil-tRNA sintetasa, citoplasmática es una enzima que en humanos está codificada por el gen DARS.
La aspartil ARNt sintetasa (DARS) es parte de un complejo multienzimático de aminoacil ARNt sintetasas. La aspartil ARNt sintetasa carga su ARNt análogo con aspartato durante la biosíntesis de proteínas.

## Significación clínica
Se han identificado mutaciones en DARS como la causa de leucoenfalopatía, hipomielinización con compromiso del tronco encefálico y de la médula espinal y espasticidad de las piernas (HBSL).